# 닛산 패트롤

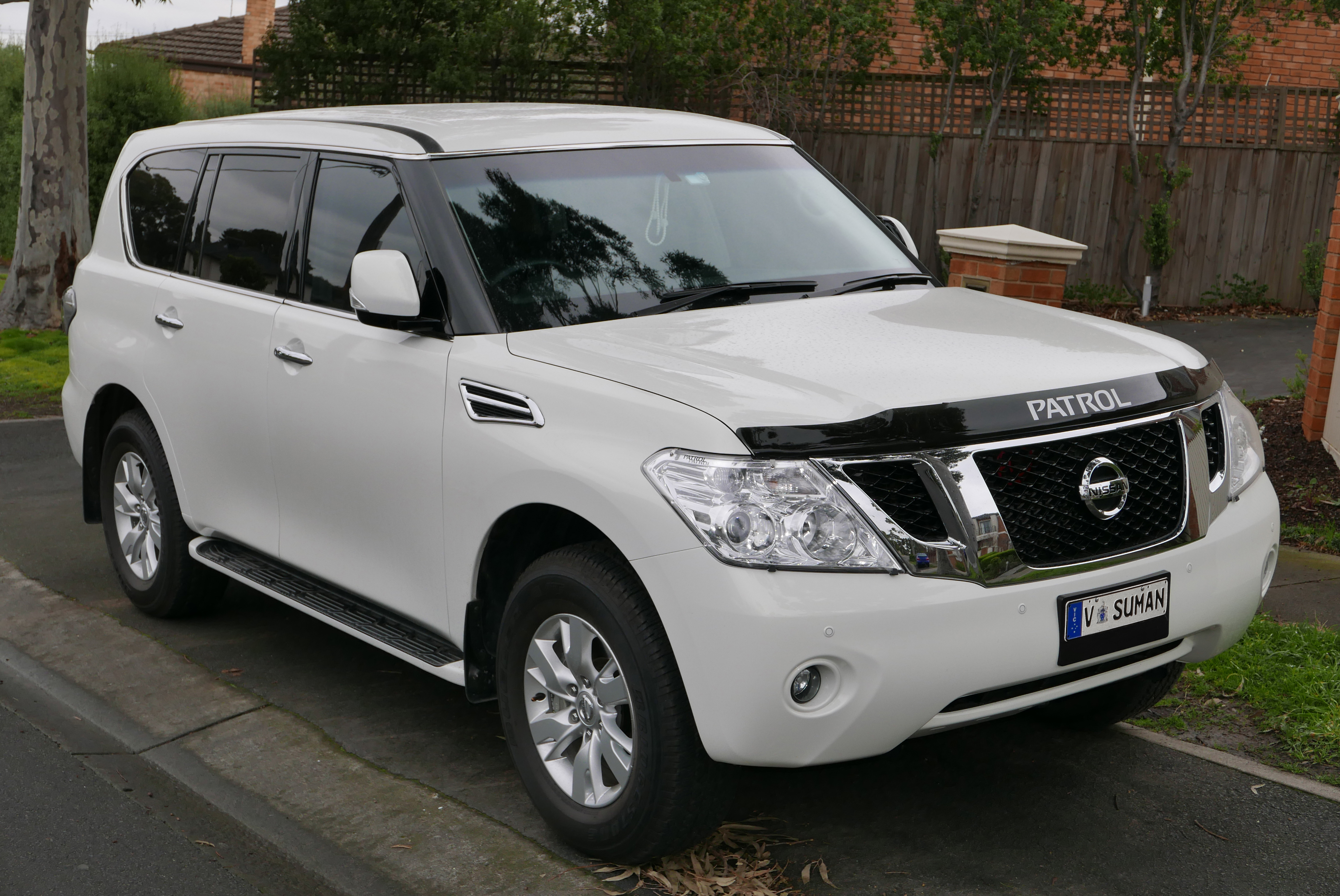

닛산 패트롤(日産・パトロール)은 일본 닛산이 제조한 4륜구동 자동차이다.

## 세대
- 1세대 (4W60; 1951–1960)
  - 4W70 시리즈
- 2세대 (60; 1959–1980)
- 3세대 (1980–1989)
  - 160 (1980–1989)
  - 260 (1986–2002)
- 4세대 (Y60; 1987–1997)
- 5세대 (Y61; 1997-현재)
  - GU IV 이상
- 6세대 (Y62; 2010–현재)
  - 패트롤 데저트 에디션
  - 패트롤 니스모